# SFECMAS 1301
Dimensions
Le SFECMAS 1301 ou SFECMAS Ars.1301 est un planeur expérimental français destiné à tester l'aérodynamique de nouvelles configurations d'avions en vraie grandeur après largage en vol. Il vole pour la première fois en 1951, avec les ailes en flèche sous le nom d'Arsenal 2301, mais après 1953, il est modifié avec une aile delta. Les essais avec cette aile permettent de définir les formes du Nord-Aviation « Gerfaut » et du Nord-Aviation « Griffon ».

## Conception et développement

### Genèse
Dans les années 1950, la conception de plusieurs avions français est testée à l'aide de maquettes non motorisées (planeurs) d'une plus grande taille que ce qu'il était possible de tester en soufflerie. Elles volent après largage en vol par un gros avion comme un SNCASE SE.161 Languedoc ou un Heinkel He 274 AAS-01 ou par remorquage. 
L'Arsenal 2301 est une maquette à l'échelle 1 d'un projet d'avion de chasse propulsé par moteur-fusée basé sur des projets allemands d'avions à aile en flèche testés pendant la Seconde Guerre mondiale notamment le DFS 346. Il est construit en bois et a un train monotrace composé d'une roue principale sous le fuselage et d'une petite roue sous le nez, l’équilibre est assuré par des balancines rétractables en bout d'aile. Son envergure est de 8 m et sa longueur de 14 m. Son objectif principal est l'exploration des basses vitesses avec cette géométrie. Les ailes sont amovibles afin de pouvoir tester d'autres configurations, comme l'aile delta. 
En 1953, Arsenal associé à la Société nationale des constructions aéronautiques du Nord (SNCAN) forme la Société française d'étude et de construction de matériels aéronautiques spéciaux (SFECMAS) et l'Arsenal 2301 devient le SFECMAS 2301.

### SFECMAS 1301
Le chasseur fusée à aile en flèche est abandonné en faveur d'un chasseur à aile delta qui deviendra le Nord 1402 « Gerfaut » de Jean Galtier, l'aile en flèche d'origine de l'Arsenal 2301 est remplacée par une mince aile delta et le planeur prend le nom de SFECMAS 1301. Les détails de son développement ne sont pas connus, mais les photos montrent que les extrémités de l'aile ont été légèrement rognées. L'empennage est plus profondément modifié, la profondeur devenant plus petite, en forme de delta et placée plus haut sur la dérive. Sur le « Gerfaut » le petit delta de l'empennage sera similaire, mais tronqué. Dans sa forme finale, le SFECMAS 1301 est muni d'un plan canard également de forme delta. La plupart des vols d'essai sont effectués par largage depuis le « Languedoc » à environ 6 300 m.
Le premier vol du planeur expérimental a lieu à Istres le 17 janvier 1953. Il est piloté par Adrien Valette et remorqué par un Douglas DC-3. Il dure huit minutes. Des remorquages derrière un Languedoc permettent des largages à 7000 m d'altitude prolongeant le temps d'expérimentation. Le planeur se pose deux fois aux vaches, une fois dans la Brie à la suite d'un largage intempestif et une fois dans la Crau après qu'un voile de Stratus ait recouvert le terrain d'Istres pendant la durée du vol.
Le Gerfaut fait son premier vol le 15 janvier 1954. 
En 1955, la SFECMAS et la SNCAN fusionnent pour devenir l'entreprise nationalisée Nord Aviation en 1958. Le Nord Griffon, un autre delta conçu par Galtier, vole pour la première fois le 1er septembre 1955. Il n'a pas d'empennage horizontal, mais un plan canard delta comme la version finale du SFECMAS 1301.

## Variantes
- Arsenal 2301 : aile en flèche
- SFECMAS 1301 : aile delta (même cellule que 2301)